# Dalymount Park
Der Dalymount Park (irisch Páirc Chnocán Doirinne) ist ein Fußballstadion in der irischen Hauptstadt Dublin. Die Anlage wurde 1901 eröffnet und bietet 4500 Plätze. Der Fußballverein Bohemians Dublin, der aktuell in der League of Ireland spielt, trägt seit Anfang des 20. Jahrhunderts seine Heimspiele dort aus. Auch Länderspiele der irischen Fußballnationalmannschaft und Endspiele des irischen Pokals fanden dort statt. 